# Trent (motorfiets)
Trent is een historisch Brits merk van gemotoriseerde fietsen, forecars en motorfietsen.
De bedrijfsnaam was: Trent & Co., Shepherd's Bush, London.
Trent & Co. was een Engels merk dat in 1902 fietsen van 107cc-hulpmotoren ging voorzien. Al snel maakte men speciale loop frames waarin 2¾- en 3½pk-motoren werden gemonteerd. Men produceerde ook een forecar met een 3¾pk-motor die watergekoeld was. In 1905 werd de productie beëindigd.